# Protambulyx astygonus
Espèce
Protambulyx astygonus est une espèce d'insectes lépidoptères (papillons) de la famille des Sphingidae, sous-famille des Smerinthinae, tribu des Ambulycini et du genre Protambulyx.

## Description
L'envergure est d'environ 100 mm. L'imago est semblable à Protambulyx goeldii, mais la grande tache discale de l'aile antérieure manque et la ligne submarginale de l'aile postérieure est crénelée et elle est inclinée vers l'extérieur sur les veines.

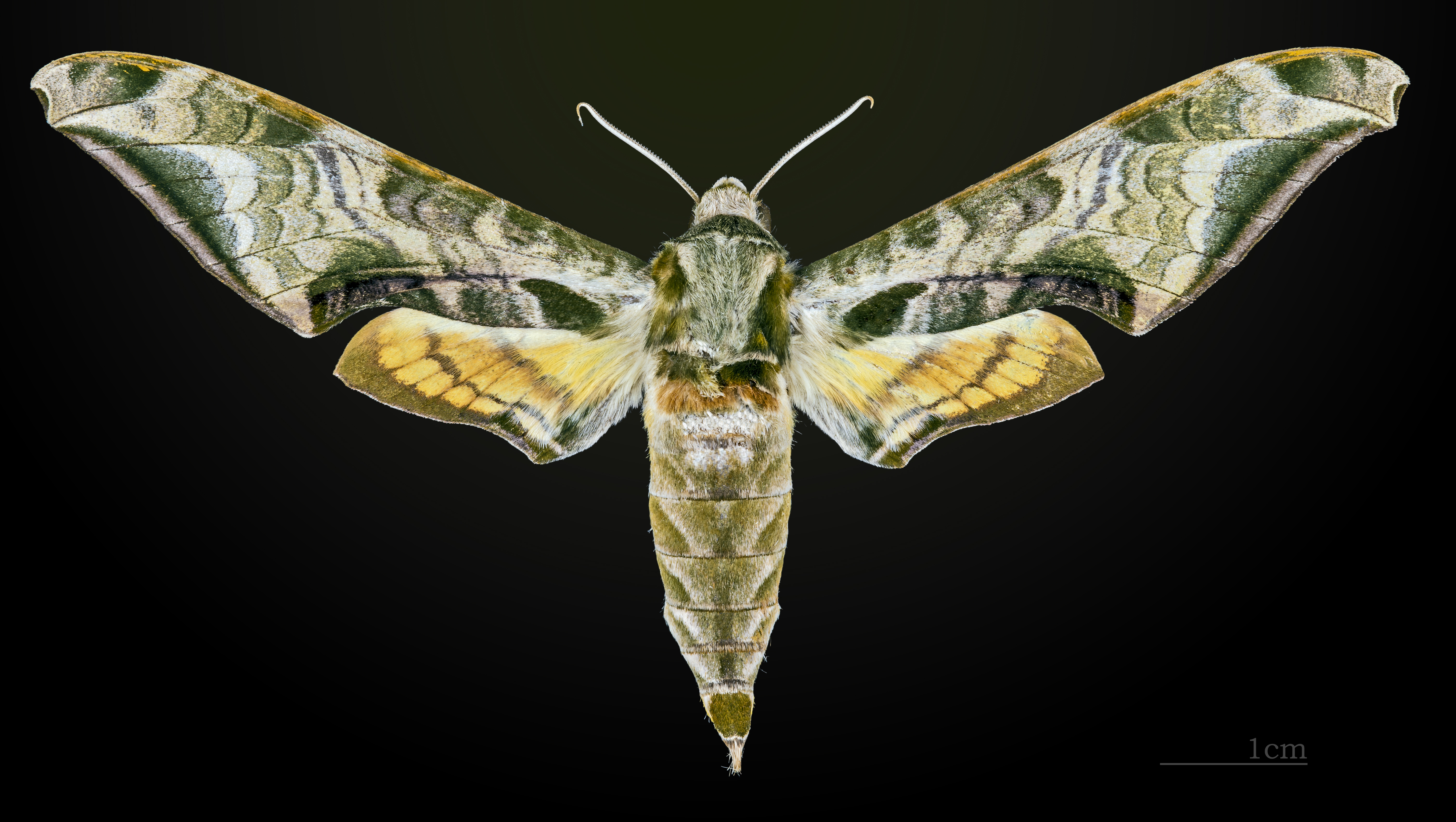
Face dorsale du mâle MHNT
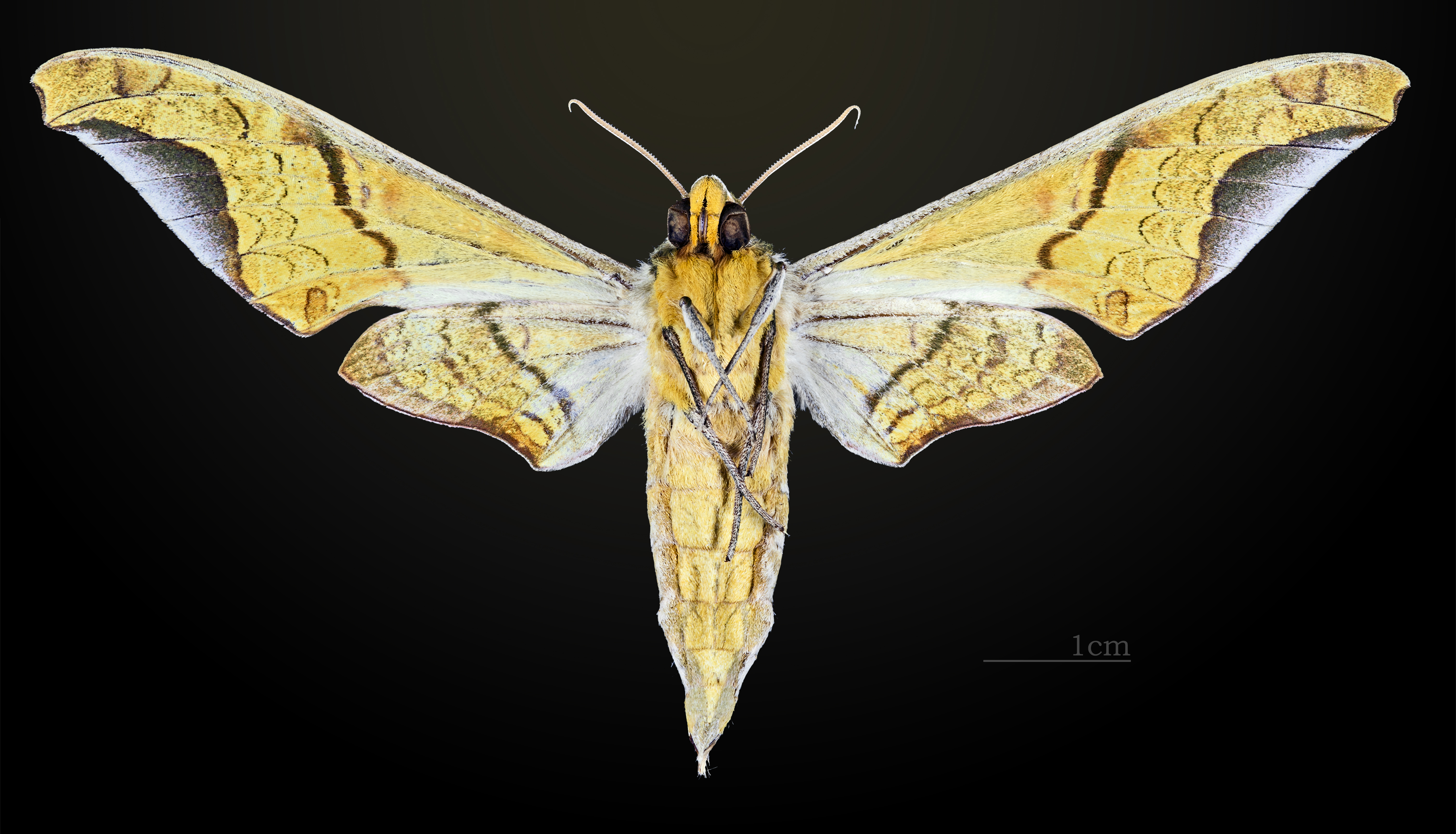
Revers du mâle  MHNT
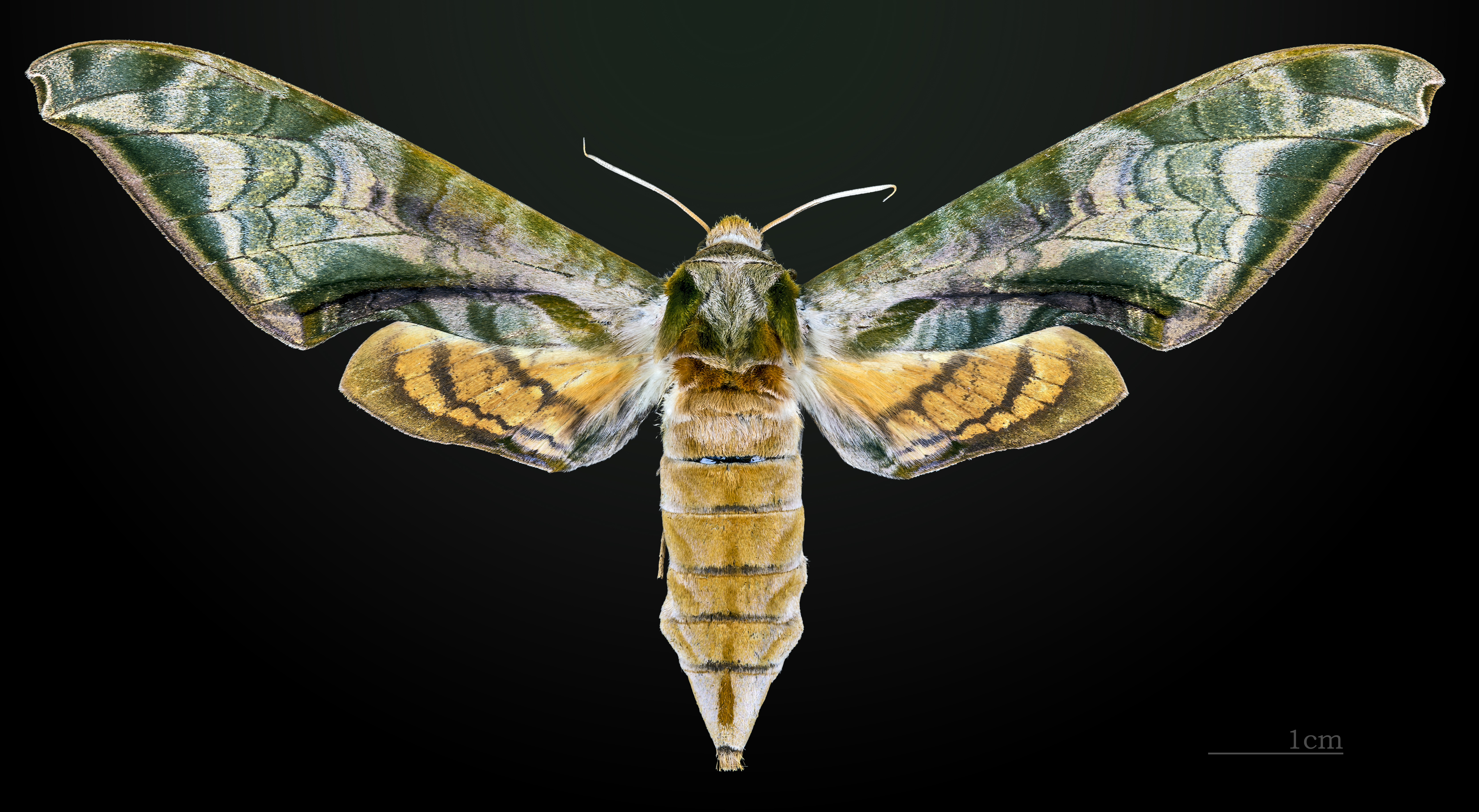
Face dorsale de la femelle MHNT
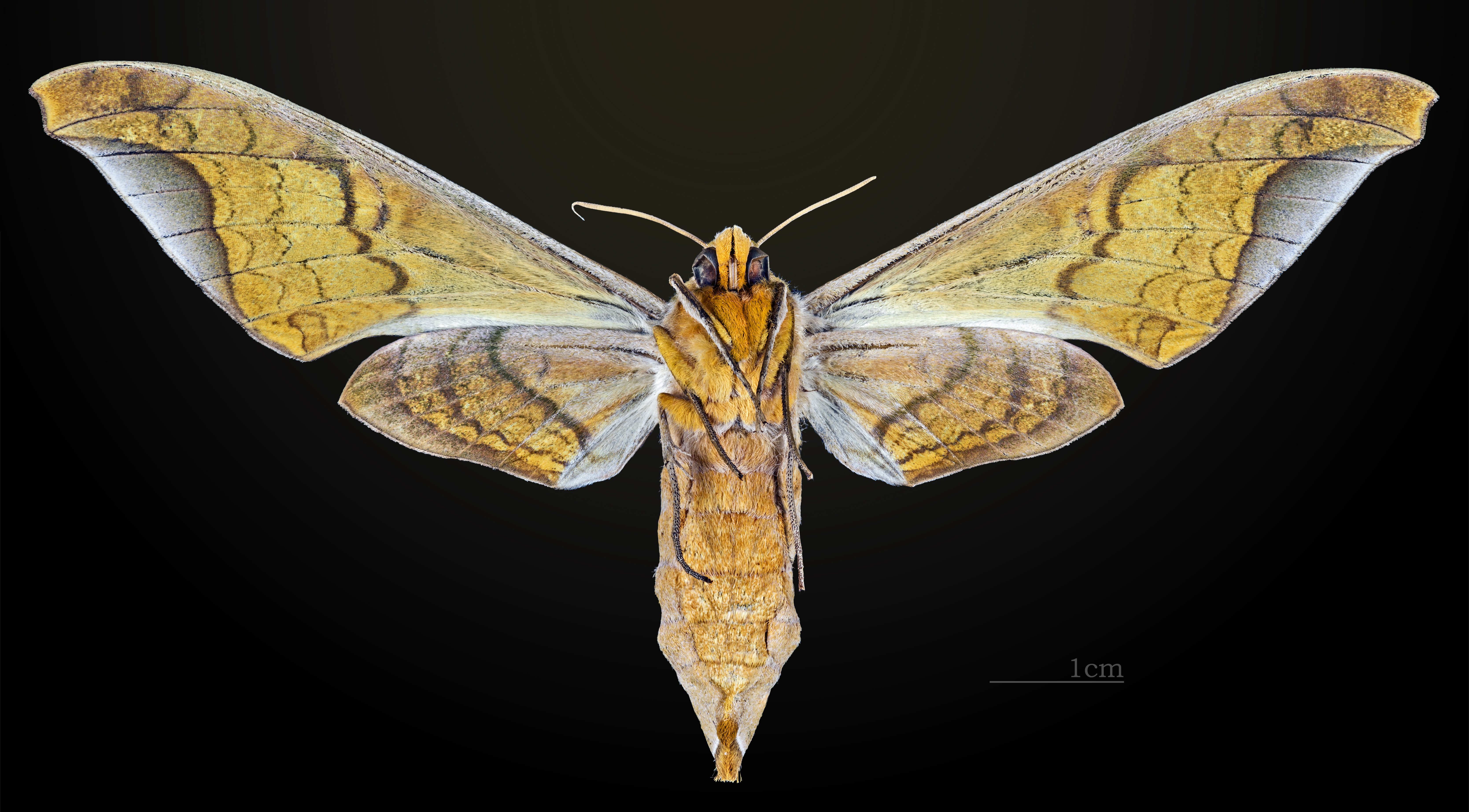
Revers de la femelle MHNT

## Distribution
Il se trouve en Bolivie, Brésil, et au Paraguay.

## Biologie
Les adultes volent en octobre en Bolivie. Au Paraguay, les adultes volent dès le mois de juin. Il y a probablement au moins deux générations par an.

## Systématique
- L'espèce Protambulyx astygonus a été décrite par l'entomologiste français Jean-Baptiste Alphonse Dechauffour de Boisduval, en 1875, sous le nom initial d’Ambulyx astygonus.

### Synonymie
- Ambulyx astygonus Boisduval, 1875 Protonyme